# 榊涼介
榊涼介（さかき りょうすけ）は日本の作家。

## 経歴
パソコン雑誌『コンプティーク』でライターをつとめ、のち信長の野望の紙上リプレイから派生した『偽書信長伝』で単行本デビュー。
メディアワークス電撃文庫の高機動幻想ガンパレード・マーチ小説版シリーズの作者としても知られる。

## 著書

### 偽書（秋葉原）シリーズ
- 偽書信長伝 秋葉原の野望
- 偽書幕末伝 秋葉原竜馬がゆく

### 高機動幻想ガンパレード・マーチ (小説)シリーズ
- episode one
- episode two
- 5121小隊の日常I・II
- 5121小隊決戦前夜
- 5121小隊熊本城決戦
- あんたがたどこさ
- 5121小隊九州撤退戦　上・下
- もうひとつの撤退戦
- 山口防衛戦　1～4
- 九州奪還　0～5
- 小説版 ガンパレード・マーチ ファンブック ビジュアル＆ノベルズ
- 逆襲の刻

- ガンパレード・オーケストラ

### その他
- 忍者風切一平太 1～4
- 疾風の剣セント・クレイモア 1～3
- 鄭問之三國誌 1（1999年）ISBN 978-4840213561
  - 鄭問之三國誌 2（1999年）ISBN 978-4840214094
  - 鄭問之三國誌 3（2000年）ISBN 978-4840214841
- アウロスの傭兵
- 神来
- 7BLADES―地獄極楽丸と鉄砲お百合
- マガツイシ―凶石

### 小説以外
- 榊涼介&林正之のマルチプレイ三昧 （メディアワークス、1998年）:電撃アドベンチャーズで連載された『モノポリー』等のボードゲームの対戦リプレイ記事の単行本ムック。2006年にブッキングより復刊。
- 「蘇るPC-9801伝説 永久保存版 第2弾」（アスキー、2007年）:インタビュー